# Rattus losea
Espèce
Statut de conservation UICN

 LC  : Préoccupation mineure
Rattus losea est une espèce asiatique de rongeur de la famille des muridés.

## Distribution

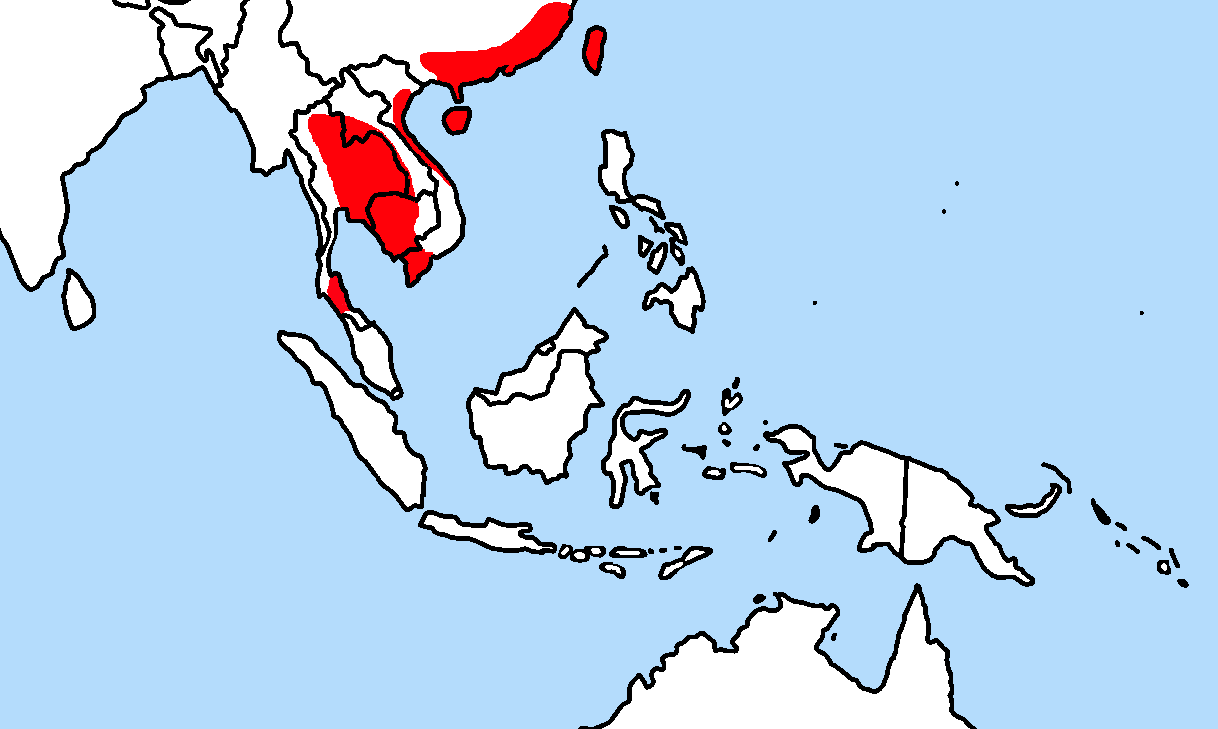
Aire de répartition de Rattus losea.

Cette espèce se rencontre dans les rizières d'Asie, en Chine et Taïwan, au Laos, en Thaïlande et au Viêt Nam. 